# Verwundetenmedaille (Österreich)

Bandschnalle der Verwundetenmedaille

Die Verwundetenmedaille ist eine staatliche Auszeichnung der Republik Österreich für ihre Militärangehörigen und Personen, die dem Bundesministerium für Inneres oder einer diesem nachgeordneten Dienstbehörde angehören oder angehört haben, in Gold (1. Klasse) und Silber (2. Klasse). 

## Geschichte
Die Verwundetenmedaille wurde am 11. Juni 1975 eingeführt. Für die Verleihungen an Militärangehörige ist das Bundesministerium für Landesverteidigung und für Personen, die dem Bundesministerium für Inneres oder einer diesem nachgeordneten Dienstbehörde angehören, das Bundesministerium für Inneres zuständig. Die Verwundetenmedaille wird je nach der Schwere der Verwundung als Verwundetenmedaille 1. Klasse oder Verwundetenmedaille 2. Klasse verleihen. Verwundungen mit schweren Dauerfolgen begründen den Anspruch auf die Verwundetenmedaille 1. Klasse, sonstige Verwundungen den Anspruch auf die Verwundetenmedaille 2. Klasse. Eine Schwere Verwundung liegt vor, wenn die Gesundheitsschädigung für immer oder für lange Zeit erfolgt.

## Verleihungsbedingungen
Militärangehörige können die Verwundetenmedaille auch für Assistenzeinsätze in Österreich erhalten. Wie bei Verwundetenauszeichnungen anderer Länder erhalten sie Soldaten auch für Verwundungen bei Kampfhandlungen während eines Einsatzes im In- und Ausland. Für Personen, die in die Zuständigkeit des Bundesministeriums für Inneres fallen, ist ebenfalls bei Verwundungen im In- und Auslandseinsatz eine Verleihung möglich. Für die Verleihung der Verwundetenmedaille durch das Bundesministerium für Inneres, muss die Verwundung bei Ausübung einer dienstlicher Pflichten erfolgen. Zudem setzt eine Verleihung eine Minderung der Einsatzfähigkeit für mindestens 30 Kalendertage voraus. Bei Verwundungen bei Ausbildung und Teilnahme an Schulungs- und Übungseinsätzen ist eine Verleihung ausgeschlossen. Mehrfache Auszeichnung mit der Verwundetenmedaille ist möglich. Bei Verleihung derselben Klasse darf nur die zuletzt verliehene Medaille getragen werden. Bei Mehrfach-Auszeichnung mit derselben Klasse ist die Anzahl der Verleihungen durch entsprechende Zahl blutroter Mittelstreifen kenntlich.

## Aussehen und Trageweise
Die Medaille ist kreisrund und hat einen Durchmesser von 40 mm. Die 1. Klasse ist vergoldet und die 2. Klasse versilbert. Auf der Vorderseite der Medaille für Soldaten zeigt sie in der oberen Hälfte die Aufschrift „DEM VERWUNDETEN SOLDATEN“ und in der unteren Hälfte das Hoheitszeichen bzw. die Kokarde des Bundesheeres. Dies wird umfasst von einem nach oben offenen Lorbeerkranz. Auf der Rückseite befindet sich der Bundesadler. Die Verwundetenmedaille des Bundesministerium für Inneres trägt die Aufschrift „IM DIENST VERLETZT“ unter einem Lorbeerkranz und auf der Rückseite ebenfalls den Bundesadler. Wie in Österreich üblich wird die Auszeichnung am Dreiecksband an der linken Brustseite getragen. Dreiecksband und Bandschnalle sind Feldgrün mit beiderseits blutroten Randstreifen. Mehrfache Auszeichnungen sind durch blutrote Mittelstreifen kenntlich, wobei bei ab der zweiten Auszeichnung jeweils ein blutroter Mittelstreifen dazu kommt.
Von 1917 bis 1918 gab es die Verwundetenmedaille (Österreich-Ungarn) der Monarchie. Dafür gab es sechs unterschiedliche Ordensbänder, die je nach Anzahl der Verwundungen bzw. schwere der Verletzungen differierten.